# 金杨
金杨（1989年或1994年5月16日—），男，黑龙江省哈尔滨市人，中国花样滑冰运动员，主攻双人滑。他在1999年开始练习花样滑冰。2009年，他开始和于小雨搭档。2016年4月，中国花样滑冰队对队内双人滑组合进行拆对重组，金杨不再与于小雨搭档，改为与彭程搭档。
2011年2月，包括金杨在内的多名中国花样滑冰选手被质疑存在年龄造假。根据国际滑冰联盟的资料，金杨生于1994年，然而根据中国滑冰协会当时的资料，他是在1989年出生的。